# Пасош Буркине Фасо
Пасош Буркине Фасо је јавна путна исправа која се држављанину Буркине Фасо издаје за путовање и боравак у иностранству, као и за повратак у земљу.
За време боравка у иностранству, путна исправа служи њеном имаоцу за доказивање идентитета и као доказ о држављанству. 

## Језици
Пасош је исписан француским и енглеским језиком као и личне информације носиоца.